# Pont ferroviaire de Choisy-le-Roi
Le pont ferroviaire de Choisy-le-Roi est un pont qui traverse la Seine à Choisy-le-Roi, dans le Val-de-Marne.

## Situation
Situé sur la grande ceinture de Paris, il est emprunté par les TGV intersecteurs.